# بيرفيوم جينيس
مايكل ألدن هادرياس ويعرف بأسم بيرفيوم جينيس (بالإنجليزية: Perfume Genius)‏ هو موسيقي أمريكي ولد في 25 سبتمبر 1981.

## روابط خارجية
بيرفيوم جينيس على موقع ميوزك برينز (الإنجليزية)
- بيرفيوم جينيس على موقع ميوزك برينز (الإنجليزية)
- بيرفيوم جينيس على موقع أول ميوزيك (الإنجليزية)
- بيرفيوم جينيس على موقع أول ميوزيك (الإنجليزية)
- بيرفيوم جينيس على موقع ديسكوغز (الإنجليزية)
- بيرفيوم جينيس على موقع ديسكوغز (الإنجليزية)